# Erik Glimnér
John Erik Glimnér, född 8 juli 1914 i Jonsbergs församling, Östergötlands län, död där 15 januari 1999, var en svensk lantbrukare och politiker (c).
Glimnér var riksdagsledamot 1969–1979, invald i Östergötlands läns valkrets.